# Dahlak Kebir
Dahlak Kebir est la plus grande île de l'archipel des Dahlak.

## Géographie
Dahlak Kebir fait partie de l'archipel des Dahlak, un archipel de la mer Rouge appartenant à l'Érythrée. Il s'agit de la plus grande île de l'archipel.

## Démographie
Dahlak Kebir est l'île la plus peuplée de l'archipel et compte environ 2 500 habitants. Les habitants parlent le dahlik. Les principaux secteurs économiques de l'île sont la pêche, la récolte de concombre de mer et le tourisme.
Dahlak Kebir, situé sur l'ouest de l'île, est le principal village de l'archipel. L'île est reliée par ferry à Massaoua et à plusieurs autres îles plus petites de l'archipel.

## Histoire
Le village de Dahlak Kebir est connu pour ses anciennes citernes et nécropoles, remontant au moins à l'année 912. L'île comporte également des ruines pré-islamiques. L'île comporte également quelques bâtiments construits pendant la colonisation italienne, avant 1941. 